# Хаминг
Хаминг (лат. Amingus, нем. Haming; VI век) — франкский герцог (лат. dux) алеманнского происхождения в середине VI века.

## Биография
Наряду с Букцеленом Хаминг упоминается в средневековых исторических источниках как один из первых правителей Алеманнии. Время его деятельности предположительно относится к середине VI века, когда алеманнские герцоги уже находились в подчинении у королей франков. Согласно житию святого Галла, резиденция Хаминга находилась в селении Ибурнинга (современном Иберлингене) на Боденском озере.
Вероятно, Хаминг тождественен упоминавшемуся Павлом Диаконом в «Истории лангобардов» герцогу Амингу.